# Best in the World (2012)
Pour les articles homonymes, voir Best in the World.
Best in the World (2012) : Hostage Crisis est un pay-per-view de catch produit par la Ring of Honor (ROH), qui était disponible uniquement en ligne. Le PPV se déroula le 24 juin 2012 au Hammerstein Ballroom à Manhattan, dans l'état de New York. C'était le 3e Best in the World de l'histoire de la ROH.

## Contexte
Les spectacles de la Ring of Honor en paiement à la séance sont constitués de matchs aux résultats prédéterminés par les scénaristes de la ROH. Ces rencontres sont justifiées par des storylines - une rivalité avec un catcheur, la plupart du temps - ou par des qualifications survenues au cours de shows précédant l'évènement. Tous les catcheurs possèdent un gimmick, c'est-à-dire qu'ils incarnent un personnage face (gentil) ou heel (méchant), qui évolue au fil des rencontres. Un pay-per-view comme Best in the World est donc un événement tournant pour les différentes storylines en cours.

## Matchs
| #                                                                | Matchs, | Stipulation                                                   | Durée |
| ---------------------------------------------------------------- | --- | ------------------------------------------------------------- | ----- |
| 1                                                                | Briscoe Brothers (Jay Briscoe & Mark Briscoe) battent Guardians of Truth (Mosh & Thrasher)                                   | Tag Team match                                                | 6:10  |
| 2                                                                | Homicide bat Eddie Edwards                                                                                                   | Match simple                                                  | 12:46 |
| 3                                                                | Adam Cole bat Kyle O'Reilly                                                                                                  | Hybrid Fight Rules match                                      | 12:38 |
| 4                                                                | Michael Elgin bat Fit Finlay                                                                                                 | Match simple                                                  | 19:15 |
| 5                                                                | Mike Mondo bat Mike Bennett                                                                                                  | Match simple                                                  | 5:13  |
| 6                                                                | Roderick Strong (c) bat Jay Lethal et Tommaso Ciampa                                                                         | Triple Threat match pour le ROH World Television Championship | 13:08 |
| 7                                                                | The All-Night Express (Kenny King & Rhett Titus) battent World's Greatest Tag Team (Charlie Haas (c) & Shelton Benjamin (c)) | Tag Team match pour le ROH World Tag Team Championship        | 22:51 |
| 8                                                                | Kevin Steen (c) bat Davey Richards                                                                                           | Match simple pour le ROH World Championship                   | 21:22 |
| (c) désigne le(s) champion(s) défendant son titre dans le match. | |                                                               |       |